# Pseudosetia semipellucida
Pseudosetia semipellucida is een slakkensoort uit de familie van de Rissoidae. De wetenschappelijke naam van de soort is voor het eerst geldig gepubliceerd in 1879 door Friele.